# أسلوب (فنون مرئية)

الطراز أو الأسلوب في الفنون المرئية هو «... طريقة مميزة تسمح بتجميع الأعمال المصنفة في فئات ذات صلة» أو «... أي طريقة مميزة، يمكن التعرف عليها ويتم من خلالها أداء عمل ما أو صنع قطعة أثرية أو يتعين صنعها وتقديمها». يُشير الأسلوب إلى المظهر المرئي للعمل الفني الذي يربطه بأعمال أخرى للفنان نفسه أو لآخر من نفس الفترة أو الممارسة أو الموقع أو «المدرسة» أو الحركة الفنية أو الثقافة الأثرية: «شكل مفهوم الأسلوب منذ فترة طويلة النمط الرئيسي لمؤرخ الفن لتصنيف الأعمال الفنية، فيختار حسب الأسلوب ويشكل تاريخ الفن». ينقسم الأسلوب إلى الأسلوب العام لفترة زمنية معينة أو مجموعة ثقافية أو مجموعة من الفنانين أو حركة فنية، والأسلوب الفردي للفنان ضمن أسلوب المجموعة. يجري غالبًا إجراء الانقسامات داخل هذين النوعين من الأساليب، مثل بين «مبكر» أو «متوسط» أو «متأخر». يسهل تمييز ورؤية هذه التقسيمات عند بعض الفنانين مثل بيكاسو، بينما تكون أكثر دقة عند البعض الآخر. يُنظر إلى الأسلوب على أنه ديناميكي عادة ويتغير في معظم الفترات بعملية تدريجية على الرغم من أن سرعة هذا التغير تختلف اختلافًا كبيرًا، بين التطور البطيء جدًا في النمط النموذجي لفن ما قبل التاريخ أو الفن المصري القديم، وحتى التغيرات السريعة في أنماط الفن الحديث. يتطور الأسلوب في سلسلة من القفزات غالبًا، مع تغييرات مفاجئة نسبيًا تليها فترات من التطور البطيء.
بعد السيطرة على المناقشة الأكاديمية في تاريخ الفن في القرن التاسع عشر وأوائل القرن العشرين، تعرض ما يُسمى «تاريخ فن الأسلوب» لهجوم متزايد في العقود الأخيرة، ويفضل العديد من مؤرخي الفن الآن تجنب التصنيفات الأسلوبية ما أمكنهم.

## نظرة عامة
يمكن تحليل أي قطعة فنية من الناحية النظرية من حيث الأسلوب، ولا يمكن للفترات أو الفنانين تجنب امتلاك أسلوب، إلا من خلال عدم امتلاكهم للكفاءة الكاملة، وبالعكس لا يمكن القول بأن الأشياء أو المعالم الطبيعية تمتلك أسلوبًا، لأن الأسلوب ينتج فقط عن الخيارات التي يجريها الصانع. سواء اختار الفنان أسلوبًا مدروسًا أو حدد أسلوبه الخاص، فإن ذلك لا يشكل أمر مهمًا. يميل الفنانون في المجتمعات المتقدمة الحديثة إلى أن يكونوا واعين إلى حد كبير بأسلوبهم الخاص، ويمكن القول إنهم قد فاقوا الوعي، في حين ربما تكون الخيارات الأسلوبية للفنانين الأوائل «غير واعية إلى حد كبير».
حدد مؤرخو الفن معظم الفترات الأسلوبية لاحقًا، لكن الفنانين قد يختارون تحديدًا وتسمية خاصة بأسلوبهم. تُعد أسماء معظم الأنماط القديمة من اختراع مؤرخي الفن، ولم يتمكن ممارسو هذه الأساليب من فهمها. نشأ بعض منها كمصطلحات للسخرية، بما في ذلك القوطية والباروك والروكوكو. من ناحية أخرى، كانت التكعيبية هوية مدروسة اتبعها عدد قليل من الفنانين، ويبدو أن الكلمة نفسها أنشأها النقاد وليس الفنانون، إلا أن الأخيرين قبلوها بسرعة.
يمتلك الفن الغربي وبعض الثقافات التي أبرزها الفن الصيني، ميلًا ملحوظًا لإحياء الأساليب الكلاسيكية» من الماضي. يُعامل الأسلوب الفني عادة في التحليل النقدي للفنون المرئية، على أنه متميز عن الأيقونات الخاصة به، التي تُغطي موضوع ومحتوى العمل، على الرغم من أن هذا التمييز بالنسبة لجاس إلسنر «ليس صحيحًا بالطبع في أي مثال فعلي، لكنه أثبت أنه مفيد للغاية من الناحية البلاغية».

## تاريخ المفهوم
لم يطور النقد الفني الكلاسيكي والكتابات القليلة نسبيًا عن الجماليات في العصور الوسطى مفهومًا كبيرًا للأسلوب في الفن أو تحليلًا له، وعلى الرغم من اهتمام كتاب عصر النهضة والباروك في الفن كثيرًا بما نسميه الأسلوب، لم يطوروا نظرية متماسكة لها، على الأقل خارج العمارة. قدم جورجيو فاساري سردًا مؤثرًا كان موضع تساؤل بشكل كبير حول الأسلوب في الرسم الإيطالي (بشكل رئيسي) من جوتو إلى فترة مانيير الخاصة به. شدد على تطوير نمط فلورنسي يعتمد على الرسم أو الرسم القائم على الخط، بدلًا من اللون الفينيسي. استمر في المناقشات الكلاسيكية مع منظري عصر النهضة الآخرين مثل ليون باتيستا ألبيرتي، حول أفضل توازن في الفن بين التصوير الواقعي للطبيعة ومثاليتها، وقد استمر هذا النقاش حتى القرن التاسع عشر وظهور الحداثة.
حلل يوهان يواكيم وينكلمان، المنظر في الكلاسيكية الجديدة، التغييرات الأسلوبية في الفن الكلاسيكي اليوناني في عام 1764، وقارنها عن كثب بالتغيرات في فن عصر النهضة، و«دون جورج هيغل الفكرة القائلة إن كل فترة تاريخية سيكون لها نمط نموذجي»، ما ألقى ظلًا طويلًا جدًا على دارسة الأسلوب. يُنسب إلى هيغل غالبًا اختراع الكلمة الألمانية تسايت غايست روح العصر، لكنه لم يستخدم هذه الكلمة في الواقع، على الرغم من استخدامه لعبارة دير غايستا زينر تسايت (روح زمانه)، خلال محاضرات في فلسفة التاريخ، وكتب «لا يمكن لأحد تجاوز زمانه، لأن روح زمانه هي أيضًا روحه».
شكل إنشاء مخططات لأساليب الفترات الزمنية في الفن التاريخي والعمارة، مصدر قلق كبير لباحثين القرن التاسع عشر في مجال تاريخ الفن الجديد والمبدئي الناطق بالألمانية، مع كتاب مهيمن حول النظرية الواسعة للأسلوب بما في ذلك كارل فريدرش فون رومور وغوتفريد سمبر وألويس ريغل في كتابه ستيلفريغن في عام 1893، مع استمرار هاينريس فولفين وبول فرانكل في النقاش خلال القرن العشرين. كان بول جاكوبستال وجوزيف سرزيغوفسكي من بين مؤرخي الفن الذين اتبعوا ريغل في اقتراح مخططات كبيرة تتبع انتقال عناصر الأساليب عبر نطاقات كبيرة في الزمان والمكان. يُعرف هذا النوع من تاريخ الفن أيضًا بالشكلية، أو دراسة الأشكال أو التكوينات في الفن.
كان لكل من سمبر وفولفين وفرانكل ولاحقًا آكيرمان، خلفيات في تاريخ العمارة، ومثل العديد من المصطلحات الأخرى لأساليب الفترات، صيغت «الرومانسيكية» و«القوطية» في البداية لوصف الأساليب المعمارية، إذ تكون التغييرات الرئيسية بين الأساليب أكثر وضوحًا وأكثر سهولة في التحديد، إذ يسهل تكرار الأسلوب في العمارة باتباع مجموعة من القواعد على عكس الأسلوب في الفن التشخيصي مثل الرسم. تُطبق المصطلحات التي أُنشئت لوصف الفترات المعمارية لاحقًا على مجالات أخرى من الفنون المرئية، ثم على نطاق أوسع في الموسيقى والأدب والثقافة العامة.
غالبًا ما يتبع التغيير الأسلوبي في العمارة ويصبح ممكنًا عن طريق اكتشاف تقنيات أو مواد جديدة، من القبو القوطي إلى المعدن الحديث والبناء الخرساني المقوى. كان مجال الجدل الرئيسي في كل من تاريخ الفن وعلم الآثار هو مدى التغيير الأسلوبي في مجالات أخرى مثل الرسم أو الفخار أيضًا، والاستجابة للإمكانيات التقنية الجديدة، أو امتلاكه لزخمه الخاص للتطوير أو التغيرات في الاستجابة للعوامل الاجتماعية والاقتصادية التي تؤثر على المحسوبية وظروف الفنان، كما يميل التفكير الحالي إلى التأكيد، باستخدام إصدارات أقل صرامة من تاريخ الفن الماركسي.